# Santissima Trinità in Clivo di Scauro
Santissima Trinità in Clivo di Scauro, även benämnd Santissima Trinità de Scotis, var en kyrkobyggnad i Rom, helgad åt den heliga Treenigheten. Kyrkan var belägen i närheten av kyrkan San Gregorio Magno al Celio i dåvarande Rione Campitelli. I dag ingår platsen för den rivna kyrkan i Rione Celio.
Tillnamnet ”Clivo di Scauro” åsyftar nuvarande gatan Clivo di Scauro, antikens Clivus Scauri.

## Kyrkans historia
Kyrkans första dokumenterade omnämnande förekommer i första utgåvan av pilgrimsguiden Mirabilia Urbis Romae från 1140-talet. Denna guide anger att kyrkan var belägen i närheten av Heliogabalus trappa (Gradus Heliogabali) vid Heliogabalus tempel (Templum Heliogabali) på nordöstra Palatinen.
Det är oklart när kyrkan Santissima Trinità in Clivo di Scauro revs.

## Omnämningar i kyrkoförteckningar
| Katalog                   | År         | Benämning                                              |
| ------------------------- | ---------- | ------------------------------------------------------ |
| Il Catalogo di Torino     | cirka 1320 | Ecclesia sancte Trinitatis                             |
| Il Catalogo del Signorili | cirka 1425 | sce. Trinitatis ibidem [det vill säga in clivo Scauri] |